# Адміністративний устрій Березнегуватського району
Адміністративний устрій Березнегуватського району — адміністративно-територіальний поділ Березнегуватського району Миколаївської області на 1 селищну та 14 сільських рад, які об'єднують 41 населений пункт та підпорядковані Березнегуватській районній раді. Адміністративний центр — смт Березнегувате.

## Список радБерезнегуватського району
| №  | Назва                             | Центр                | Населені пункти                                                             | Площа км² | Місце за площею | Населення (2001), чол. | Місце за населенням | Розташування |
| -- | --------------------------------- | -------------------- | --------------------------------------------------------------------------- | --------- | --------------- | ---------------------- | ------------------- | ------------ |
| 1  | Березнегуватська селищна рада     | смт Березнегувате    | смт Березнегувате с. Калачеве с. Маломихайлівське с. Червонопілля           |           |                 |                        |                     |              |
| 2  | Білокриницька сільська рада       | с. Біла Криниця      | с. Біла Криниця с. Новогригорівка                                           |           |                 |                        |                     |              |
| 3  | Висунська сільська рада           | с. Висунськ          | с. Висунськ с. Василівка с. Одрадне с. Пришиб с. Семенівка                  |           |                 |                        |                     |              |
| 4  | Калузька сільська рада            | c. Калуга            | c. Калуга с. Соколівка                                                      |           |                 |                        |                     |              |
| 5  | Лепетиська сільська рада          | c. Лепетиха          | c. Лепетиха с. Веселе с. Кавказ с. Новоросійське с. Червоний Яр             |           |                 |                        |                     |              |
| 6  | Любомирівська сільська рада       | c. Любомирівка       | c. Любомирівка с. Веселий Кут с. Яковлівка                                  |           |                 |                        |                     |              |
| 7  | Маліївська сільська рада          | c. Маліївка          | c. Маліївка с. Червоний Став                                                |           |                 |                        |                     |              |
| 8  | Мурахівська сільська рада         | c. Мурахівка         | c. Мурахівка с-ще Березнегувате с. Велике Артакове с. Калинівка с. Тернівка |           |                 |                        |                     |              |
| 9  | Нововолодимирівська сільська рада | c. Нововолодимирівка | c. Нововолодимирівка с. Новосергіївка                                       |           |                 |                        |                     |              |
| 10 | Новоочаківська сільська рада      | c. Новоочаків        | c. Новоочаків с. Петропавлівка                                              |           |                 |                        |                     |              |
| 11 | Новосевастопольська сільська рада | c. Новосевастополь   | c. Новосевастополь с-ще Добре с. Тетянівка                                  |           |                 |                        |                     |              |
| 12 | Новоукраїнська сільська рада      | c. Новоукраїнка      | c. Новоукраїнка                                                             |           |                 |                        |                     |              |
| 13 | Озерівська сільська рада          | c. Озерівка          | c. Озерівка с. Новоолександрівка                                            |           |                 |                        |                     |              |
| 14 | Сергіївська сільська рада         | c. Сергіївка         | c. Сергіївка                                                                |           |                 |                        |                     |              |
| 15 | Федорівська сільська рада         | c. Федорівка         | c. Федорівка с. Романівка                                                   |           |                 |                        |                     |              |

* Примітки: м. — місто, с-ще — селище, смт — селище міського типу, с. — село